# Кермадекский тайфунник
Кермадекский тайфунник (лат. Pterodroma neglecta) — вид морских птиц из семейства буревестниковых (Procellariidae). Распространён по большей части тропического и субтропического Тихого океана. К суше приближается редко, гнездится на скалистых берегах островов. Выделяют два подвида.

## Описание
Длина кермадекского тайфунника 38 см, масса — 315–590 г, размах крыльев 92 см. Это среднего размера тайфунник с серебристо-белыми основаниями на нижней стороне первичных перьев и белыми стержнями на верхних кроющих, которые заметны даже при плохих условиях видимости. 
Общая окраска сильно варьируется (например, на о. Рауль из 549 молодых птиц 101 имели черноватые нижние части, 215 — серые, 183 — серовато-белые и 50 — белые), с полным градиентом промежуточных форм между тёмными и светлыми морфами.  
Самые светлые птицы имеют в основном белую голову с некоторым серым и коричневым на макушке и затылке, в остальном тускло-коричневые сверху, темнее на маховых и первичных покровах с контрастными белыми стержнями. Подкрылья имеют тёмно-коричневые покровы, переменная белесая полоса между крылом и телом, серые основные покровы, большие первичные покровы могут иметь бледное серебристое основание, а маховые перья — тускло-серые с открытой базальной половиной первичных. Нижние части белые с серо-коричневыми пятнами на шее и верхней части груди, подхвостье с пятнами коричневого цвета, могут быть немного белые у основания крайних пар рулевых перьев. Самые темные птицы равномерно тёмно-сажевые, без белесой передней кромки на подкрыльях, но обе поверхности дистальной половины крыла показывают типичный для вида узор. 
Радужка тёмно-коричневая, клюв чёрный, ноги и основание пальцев розовые, остальная часть пальцев черноватая, но тёмные морфы могут иметь полностью черные ноги и пальцы. 
Половой диморфизм отсутствует, но самка в среднем немного меньше по большинству измерений, кроме длины хвоста. Молодые особи окрашены как взрослые. 
Похожи на Pterodroma solandri и Pterodroma arminjoniana, а также на несколько других видов, но белые стержни на верхних крыльях являются отличительной чертой. 

## Распространение
Кермадекский тайфунник — морская птица, редко приближается к суше, за исключением колоний. Размножается на берегах островов, занимая низкие скалы или склоны с растительностью.
Вероятно, распространён по большей части тропического и субтропического Тихого океана, достигая как минимум 35° ю. ш., с несколькими неподтверждёнными записями у берегов Перу, последняя из которых касается трёх особей тёмной морфы у берегов Арекипы (около 15° ю. ш.) в декабре 2013 года. В северной части Тихого океана встречается в основном с ноября по январь, зарегистрирован на севере до 42° с. ш. Есть два наблюдения в водах у Папуа – Новой Гвинеи (последнее в июне 2000 года). 
Кермадекский тайфунник редок в водах материковой Новой Зеландии (записи с марта по сентябрь), и все доступные записи из Австралии (с января по апрель) происходят из Нового Южного Уэльса. Учитывая недавние открытия о том, что этот вид размножается на о. Раунд у Маврикия и, по-видимому, на о. Триндади (Бразилия) в южной Атлантике, его можно ожидать почти в любом месте Индийского и Атлантического океанов. 
Зафиксировано как минимум семь записей о тайфунниках из северной Атлантики, которые иногда определяются как этот вид (или в некоторых случаях Pterodroma arminjoniana), включая одну запись из Англии в апреле 1908 года, у Азорских островов в июле 1997 и мае 2006 года, в Пенсильвании в октябре 1959 года и у берегов Северной Каролины в мае 1994, 2001 и 2002 годов (хотя ни одна из этих записей не была принята соответствующими национальными комитетами).
В то же время, в юго-западной части Индийского океана есть две принятые записи этого вида, возможно касающиеся одной и той же птицы, на о. Кузен в августе 2003 и июне 2004 годов. Предполагаемые записи из северной Атлантики, в частности (но также общее присутствие в этом океане), были как активно опровергнуты, так и защищены. Британский образец кажется правильно идентифицированным, но достаточные сомнения окружают его происхождение, чтобы предотвратить принятие как первой записи. Некоторые популяции могут быть довольно оседлыми, особенно взрослые особи. Например, птицы присутствуют на колониях на о. Мейер круглый год.

## Размножение
Сезон изменчив, вероятно, в зависимости от места обитания. По-видимому, отдельные популяции размножаются летом и зимой на о. Кермадек, где первые птицы прибывают в колонии за 2–5 месяцев до откладки яиц, а яйца регистрируются в большинстве месяцев года. В других местах (например, на о. Питкэрн) большинство птиц размножается в течение местного лета (ноябрь–июнь). На о. Пасхи гнёзда с яйцами найдены в марте, молодые птицы — в августе. Активность на гнездовых островах, по-видимому, наиболее высока между поздним вечером и ночью. 
Образует разреженные колонии, гнездится на уступах, во впадинах или расщелинах, иногда на открытых участках, заросших местной растительностью. Гнёзда могут находиться на расстоянии всего 2 м друг от друга. 

Одно белое яйцо, средний размер 65 мм × 46.4 мм, инкубация 50–52 дня. Вылупление оценивается в 110–130 дней, но нет информации о темпах роста и частоте кормления. Успех размножения и продолжительность жизни также неизвестны, хотя маленькие птенцы часто становятся жертвами крабов (Coenobita spp.) и тихоокеанских крыс (Rattus exulans).
- Кермадекский тайфунник на кладке
- Яйцо кермадекского тайфунника
- Молодая птица
- Взрослая птица с птенцом

## Питание
Питается кальмарами и ракообразными, хотя питание мало изучено. Единственная подробная информация, основанная на 27 образцах желудков у птенцов среднего размера на о. Дюси (о-ва Питкэрн), показала наличие кальмаров (15 видов) в 89% образцов, рыб в 41%, ракообразных в 37% и насекомых в 59%, а также субпродукты и кишечнополостных. Добыча ловится путем погружения в воду или захвата с поверхности. Иногда наблюдаются паттерны, и, по всей видимости, часто происходит клептопаразитизм по отношению к другим трубконосым, особенно Pterodroma externa и Ardenna pacifica, которых, возможно, вынудили срыгивать свою пищу из-за некоторого сходства данного вида с поморниками (Catharacta). Редко приближается к лодкам.

## Вокализация
Отличительной особенностью вокализации как в полете, так и на земле является вступительное «kek», за которым следует примерно 3-секундное, восходящее, а затем нисходящее «keraaooouw» и конечное «wuk-oo-wuk-oo-wuk», причем последние слоги повторяются до четырех раз.

## Подвиды
По данным базы Международного союза орнитологов в составе вида Pterodroma neglecta выделяют 2 подвида:
- P. n. neglecta (Schlegel, 1863). Номинативный. Субтропический Тихий океан от островов Лорд-Хау и Норфолк (восток Австралии), островов Кермадек (северо-восток Северного острова, Новая Зеландия), Тонга (центральная Полинезия), южных островов Кука, Австрал, Туамоту, Питкерн и Пасхи ( восточная Полинезия);
- P. n. juana Mathews, 1936. Сан Амбросио и Сан Феликс (острова Десвентурадас, далеко на западе от северного Чили) и Мас Афуэра, острова Хуан-Фернандес, далеко на западе от центрального Чили).

Подвид juana в среднем несколько больше номинативного (например, средняя длина крыла самца и самки около 299 мм и около 300.5 мм соответственно против около 290.5 мм и 289.5 мм для номинативного подвида), в то время как светлая морфа в этой популяции, по-видимому, очень редка.

## Охранный статус
Не подвержен глобальной угрозе (LC). Находится в критической опасности в Австралии, где осталось всего две крошечные колонии на островах Лорд-Хау и Норфолк. 
Общая популяция ранее оценивалась в 5000–10000 пар, но недавно — в 50000 пар и 150 000–200 000 птиц, с оценками по отдельным местам размножения: менее 100 пар на Лорд-Хау (где теперь ограничены о. Баллс) и 10–100 пар на о. Филипп, у Норфолка (где были обнаружены в 1986 году и, вероятно, также размножались на последнем острове). На о. Кермадек, в основном на о. Мейер (6000 пар), на Макауле (<50 пар), на Хаззарде, на островах Чизмен и Кертис (6000–10 000 пар). Менее 1000 пар на Рапе в Австралийских островах. На Туамоту (несколько сотен пар). В группе островов Питкэрн около 10 000 пар на острове Хендерсон, 30 000 пар на Дюси и менее 100 пар на Оэно (1990/91). Восемь гнезд также были найдены на Питкэрне в 2015 году, все они были разорены из-за инвазивных хищников. Возможно, только небольшое число особей размножаются на о. Пасхи (хотя больше птиц наблюдались в июне 2009 года). Менее 200 пар в архипелаге Хуан-Фернандес. 
Недавно (1986) было обнаружено размножение (подвид неизвестен) на острове Раунд, у Маврикия (Юго-Западный Индийский океан), где их численность меньше, чем у P. heraldica. Общая популяция неизвестна, но данный вид, по-видимому, составляет максимум около 28% (и возможно менее 10%) от совокупной численности этих двух тайфунников, которые также, по-видимому, скрещиваются. Еще более недавно было предложено, что этот вид размножается на Триндаде (Бразилия) в южной Атлантике (подвид снова неизвестен, но все птицы темной морфы). 
Известно, что кермадекский тайфунник страдает от хищничества со стороны крыс и кошек. Например, около 500 000 птиц на острове Рауль (Кермадек) в 1908 году сократилось до почти полного исчезновения к 1966 году. Успех размножения практически нулевой на острове Хендерсон. Особенно уязвим из-за привычки размножаться в открытых или полузакрытых местах. Исчез с нескольких островов с обилием млекопитающих-хищников или был вытеснен на прибрежные скалы. 
Все еще местами используется для еды и наживки. Яйца собираются, особенно в восточной части ареала. Приоритеты охраны включают кампании по искоренению всей инвазивной фауны с бывших и настоящих мест размножения и программу экологического образования.